# Гудумак, Александр Игоревич

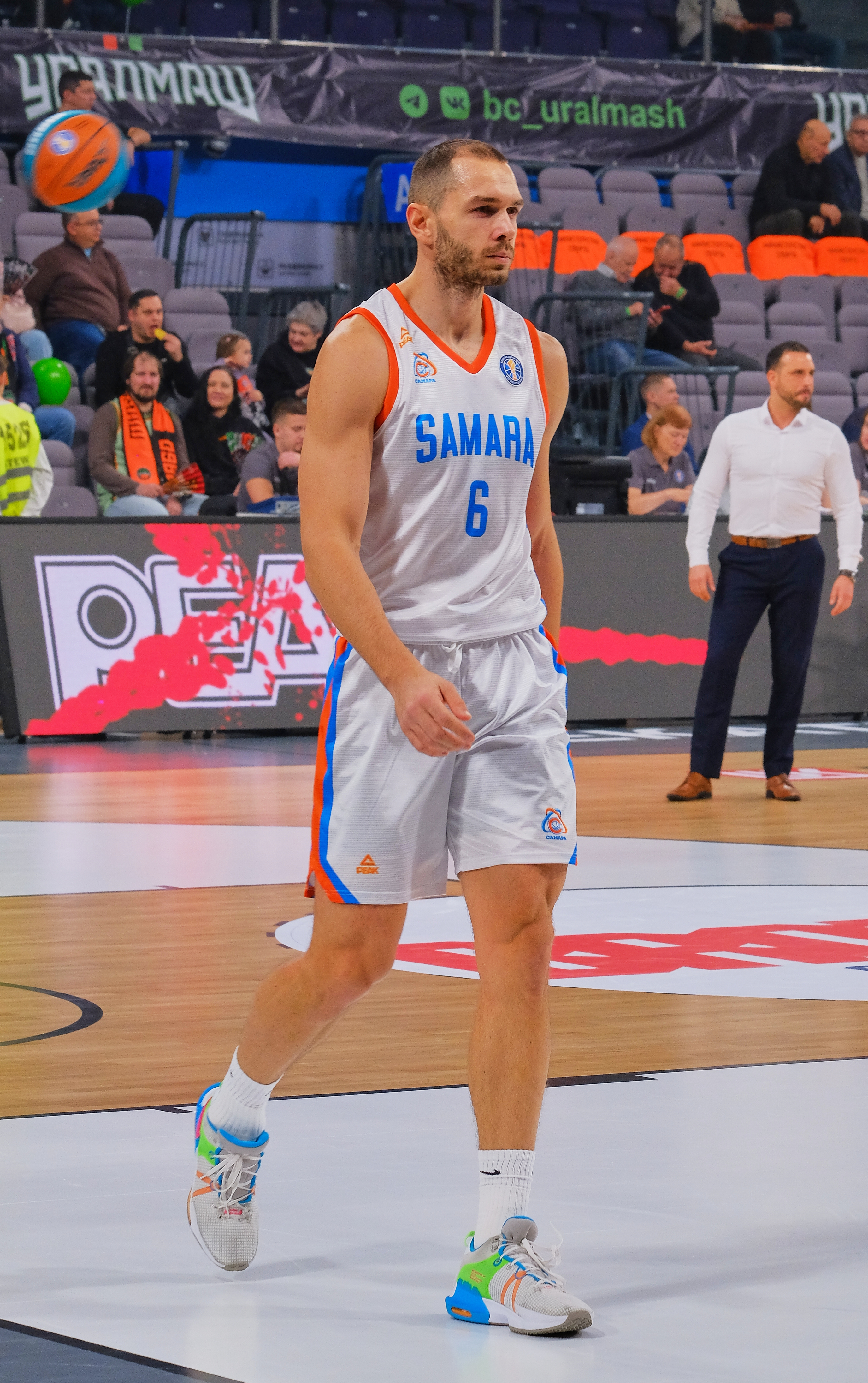
В составе БК «Самара» (2024)

Алекса́ндр И́горевич Гудума́к (род. 3 июля 1993, Бельцы, Муниципий Бельцы) — российский профессиональный баскетболист, играющий на позиции тяжёлого форварда.

## Карьера
Гудумак родился в Молдове, где и стал заниматься баскетболом. В 9 лет начал тренироваться в клубе «Баско Бельцы» из одноимённого города Бельцы. В 15 лет Александр переехал в Россию и продолжил баскетбольное обучение в спортивной школе ЦСКА у Игоря Курашова. Гудумак работал тренером 1,5 года, после чего подписал контракт с ЦСКА.
Оказавшись в структуре ПБК ЦСКА, Гудумак довольно быстро выделился среди товарищей, оказавшись востребованным как в обеих молодёжных командах, так и на тренировках основы.
3 января 2011 года Александр в возрасте 17 лет дебютировал в составе основной команды в матче чемпионата России против «Нижнего Новгорода», отметившись подбором и фолом за 1 минуту 10 секунд на площадке. Тем не менее, Гудумак оставался, прежде всего, игроком молодёжного проекта ЦСКА.
В сентябре 2011 года Гудумак принял участие в матче U18 All Star Game 2011 и набрал 10 очков, 6 подборов, 1 передачу, 2 перехвата и 1 блок-шот. Александр также принял участие в конкурсе по броскам сверху, состоявшемся в перерыве. Гудумак не сумел пройти во второй раунд соревнования, которое в итоге выиграл Сергей Карасёв.
В предсезонке 2012 года Александр проявил себя в отсутствие многих игроков основы, в частности, набрав по 8 очков в товарищеских матчах с «Олимпиакосом» и «Фенербахче-Улкер», вследствие чего заслужил доверие тренера Этторе Мессины и был включён в заявку ЦСКА на Евролигу. 4 января 2013 года дебютировал в Евролиге, проведя на площадке завершающие 22 секунды гостевого матча с берлинской «Альбой».
В сезоне 2014/2015 Гудумак играл в аренде. Сезон он начал в саратовском «Автодоре», с которым принял участие в 16 матчах Единой лиги ВТБ (3,3 очка, 2,1 подбора за 8,1 минуты) и 7 матчах Кубка вызова ФИБА (3,1 очка, 2,1 подбора за 11,4 минуты), а завершил в самарских «Красных крыльях», где сыграл в 8 матчах Единой лиги ВТБ (9,8 очка, 5,0 подбора за 21,6 минуты).
Перед началом сезона 2015/2016 Гудумак был отдан в аренду в ПСК «Сахалин». В составе команды Александр стал чемпионом Суперлиги-1 дивизион, а также получил звание «Самого ценного игрока» турнира. В 34 матчах набирал в среднем 18,4 очка, 7,6 подбора, 0,9 перехвата и 0,4 блок-шота.
В июне 2016 года Гудумак перешёл в «Нижний Новгород» на правах аренды, подписав контракт с возможностью продления соглашения ещё на 1 год. В составе нижегородского клуба провёл 14 матчей в Единой лиге ВТБ, набирая в среднем 5,6 очка, 2,5 подбора и 0,3 передачи. В Еврокубке принял участие в 4 матчах, в которых набирал 4,5 очка, 4 подбора и 0,5 передачи.
В августе 2017 года аренда Гудумака продолжилась в «Енисее». В составе команды Александр провёл 21 матч в Единой лиге ВТБ (5,8 очка, 2,9 подбора, 0,7 передачи, 0,4 перехвата, 0,4 блок-шота, 14,5 минуты) и 10 матчей в Лиге чемпионов ФИБА (4,9 очка, 2,5 подбора, 0,6 передачи, 0,3 перехвата, 0,3 блок-шота, 14,6 минуты).
В июне 2018 года Гудумак и ЦСКА расторгли контракт по взаимному согласию сторон.
Свою карьеру Гудумак продолжил в «Нижнем Новгороде», но в ноябре 2018 года Александр и нижегородский клуб расторгли контракт по обоюдному согласию сторон. В составе команды Александр вышел в 3 матчах Единой лиги ВТБ, показав среднюю статистику в 2 очка, 1 подбор и 0,7 передачи. В 2 матчах Лиги чемпионов ФИБА его показатели составили 5,5 очка и 3,5 подбора.
Следующим клубом Гудумака стал «Восток-65». В составе сахалинской команды он провёл 32 матча и набирал 16,8 очков, 6,5 подборов, 2 передачи и 0,8 перехватов в среднем за игру. По итогам сезона в Суперлиге-1 Александр вошёл в символическую пятёрку турнира как «Лучший тяжёлый форвард».
В июне 2019 года Гудумак вернулся в «Енисей». В 14 матчах Единой лиги ВТБ Александр набирал в среднем 5,7 очка, 2,6 подбора, 0,4 передачи и 0,6 перехвата. В Кубке Европы ФИБА его средняя статистика составила 5 очков, 4 подбора и 0,5 передачи.
В июле 2020 года Гудумак подписал с «Енисеем» новый контракт. В 17 матчах Единой лиги ВТБ Александр набирал 6,6 очка, 2,6 подбора, 0,8 передачи и 1,1 перехвата.
В июле 2021 года Гудумак продлил контракт с «Енисеем».
В июне 2023 года Гудумак стал игроком «Самары».
В декабре 2024 года Гудумак перешёл в «Локомотив-Кубань».
В январе 2025 года, по итогам голосования болельщиков, Гудумак был выбран для участия в «Матче всех звёзд Единой лиги ВТБ».
После сезона 2024/2025 перешел в московскую «МБА-МАИ».

## Сборная России
С 2009 года привлекается в молодёжные сборные России разных возрастов. Выступал на чемпионатах Европы среди кадетов (U-16, 2009), юниоров (U-18, 2011) и молодёжи (U-20, 2011). Стал бронзовым призёром чемпионата мира в составе юниорской (U-19) сборной России в 2011 году.
Летом 2016 года Александр Гудумак получил приглашение в «Открытый лагерь РФБ», по итогам которого несколько игроков смогут присоединиться к тренировкам основной сборной России. После заключительного этапа подготовки и лагеря в целом, решением тренерского штаба во главе с Сергеем Базаревичем, Гудумак продолжил работу с национальной командой.
В мае 2018 года Гудумак был включён в состав сборной команды «Россия-1» для участия в Международном студенческом баскетбольном кубке.

## Достижения

### Клубные
- Чемпион Единой лиги ВТБ (2): 2012/2013, 2013/2014
- Чемпион России: 2013/2014
- Чемпион Суперлиги-1 дивизион: 2015/2016

### Сборная России
- Обладатель Кубка Станковича: 2014
- Бронзовый призёр Универсиады: 2015
- Обладатель Международного студенческого баскетбольного кубка: 2018
- Бронзовый призёр чемпионата мира (до 19 лет): 2011

## Статистика
| Сезон                                                                                   | Команда        | Лига              | GP | GS | MPG  | FG%   | 3P%  | FT%   | RPG | APG | SPG | BPG | PPG |  |
| 2012/13                                                                                 | Все клубы      | Все лиги          | 3  | 0  | 2,2  | 0,0   | 0,0  | 0,0   | 0,0 | 0,0 | 0,0 | 0,0 | 0,0 |  |
| 2012/13                                                                                 | ЦСКА           | Единая лига ВТБ   | 2  | 0  | 3,1  | 0,0   | 0,0  | 0,0   | 0,0 | 0,0 | 0,0 | 0,0 | 0,0 |  |
| 2012/13                                                                                 | ЦСКА           | ПБЛ               | 1  | 0  | 2,3  | 0,0   | 0,0  | 0,0   | 0,0 | 0,0 | 0,0 | 0,0 | 0,0 |  |
| 2012/13                                                                                 | ЦСКА           | Евролига          | 1  | 0  | 0,4  | 0,0   | 0,0  | 0,0   | 0,0 | 0,0 | 0,0 | 0,0 | 0,0 |  |
| 2013/14                                                                                 | ЦСКА           | Единая лига ВТБ   | 4  | 0  | 1,9  | 100,0 | 0,0  | 0,0   | 0,8 | 0,0 | 0,0 | 0,0 | 0,5 |  |
| 2014/15                                                                                 | Все клубы      | Все лиги          | 31 | 5  | 12,3 | 47,4  | 23,5 | 78,3  | 2,8 | 0,5 | 0,1 | 0,1 | 4,9 |  |
| 2014/15                                                                                 | Автодор        | Единая лига ВТБ   | 16 | 0  | 8,1  | 55,3  | 37,5 | 77,8  | 2,1 | 0,3 | 0,1 | 0,0 | 3,3 |  |
| 2014/15                                                                                 | Автодор        | Кубок вызова ФИБА | 7  | 0  | 11,4 | 50,0  | 20,0 | 100,0 | 2,1 | 0,4 | 0,1 | 0,3 | 3,1 |  |
| 2014/15                                                                                 | Красные крылья | Единая лига ВТБ   | 8  | 5  | 21,6 | 43,0  | 19,0 | 66,7  | 5,0 | 1,0 | 0,3 | 0,3 | 9,8 |  |
|                                                                                         |                | Всего             | 38 | 5  | 10,4 | 47,1  | 22,2 | 78,3  | 2,4 | 0,4 | 0,1 | 0,1 | 4,1 |  |
| Наведите курсор мыши на аббревиатуры в заголовке таблицы, чтобы прочесть их расшифровку |                |                   |    |    |      |       |      |       |     |     |     |     |     |  |